# Gold Castles

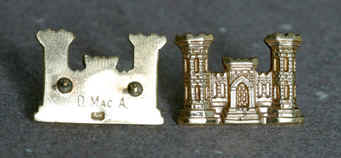
De Gold Castles van Douglas MacArthur.

Gold Castles is vooral bekend geraakt door de 14 karaats goud pin, oorspronkelijke in bezit van generaal Douglas MacArthur.

## Corps Castle
Het kleinood dat een middeleeuws kasteel voorstelt en het Corps Castle genoemd, werd reeds vanaf 1841 informeel door alle genie-cadetten in West Point (New York) gedragen op hun uniform. In 1902 werd dit Castle aanvaard door de Amerikaanse militaire overheid als het officiële logo van de genie. Tot op heden nog gebruikt in een moderne versie.
Zo kreeg Douglas MacArthur - op het einde van zijn studies - in 1903 ook een exemplaar van zijn ouders en omwille van de kleur werd het Gold Castles genoemd.

## Genie
In 1945 gaf de MacArthur zijn eigen kenteken  aan de chef van de genietroepen majoor generaal Leif J. Sverdrup die tijdens de Tweede Wereldoorlog onder zijn commando had gediend als hoofd van de genie. MacArthur was trouwens in 1917 reeds overgestapt naar de infanterie en vond dat het kenteken beter paste bij de leiding van de genie, waar het trouwens vandaan kwam.
Generaal Sverdrup gaf het op zijn beurt het in 1975 door aan de toenmalige chef van de genie  generaal William C. Gribble jr., die trouwens als jonge soldaat ook onder MacArthur had gediend.
Vanaf 1976 is het een traditie geworden en is het telkens in bezit van de commandant van de United States Army Corps of Engineers.